# قائمة أعلام بلديات هوكايدو
هذه القائمة تظهر أعلام منطقة هوكايدو اليابانية مقسمة حسب القائمقاميات.

## قائمقامية هيداكا
- بيراتوري
- إريمو
- Hidaka
- نيكابو
- ساماني  [لغات أخرى]‏
- شينهيداكا  [لغات أخرى]‏
- أوراكاوا

## قائمقامية هياما
- آسابو
- إساشي
- إيماكانه
- كامينوكوني
- Okushiri[الإنجليزية]
- أوتوبه
- Setana[الإنجليزية]

## قائمقامية إيبوري
- أبيرا
- أتسوما
- داتا (هوكايدو)
- Mukawa[الإنجليزية]
- موروان (هوكايدو)
- نوبوريبيتسو (هوكايدو)
- شيراوي
- Sōbetsu[الإنجليزية]
- توماكوماي (هوكايدو)
- Tōyako[الإنجليزية]
- تويورا

## قائمقامية إيشكاري
- تشيتوزي (هوكايدو)
- إبيتسو (هوكايدو)
- إينيوا (هوكايدو)
- إشيكاري (هوكايدو)
- كيتاهيروشيما (هوكايدو)
- سابورو
- Shinshinotsu[الإنجليزية]
- توبيتسو

## قائمقامية كاميكاوا
- أساهيكاوا (هوكايدو)
- بيي  [لغات أخرى]‏
- فورانو (هوكايدو)
- نايورو (هوكايدو)
- شيبيتسو (هوكايدو)

## قائمقامية كوشيرو
- Akkeshi[الإنجليزية]
- Hamanaka[الإنجليزية]
- كوشيرو (هوكايدو)
- كوشيرو  [لغات أخرى]‏
- Shibecha[الإنجليزية]
- Shiranuka[الإنجليزية]
- Teshikaga[الإنجليزية]
- تسوروي[الإنجليزية]

## قائمقامية نيمورو
- Betsukai[الإنجليزية]
- Nakashibetsu[الإنجليزية]
- نيمورو (هوكايدو)
- Rausu[الإنجليزية]
- شيبيتسو

## قائمقامية أوكهوتسك
- أباشيري (هوكايدو)
- بيهورو
- إنغارو
- كيتامي (هوكايدو)
- Kiyosato[الإنجليزية]
- Koshimizu[الإنجليزية]
- Kunneppu[الإنجليزية]
- مونبيتسو (هوكايدو)
- Nishiokoppe[الإنجليزية]
- أوكيتو  [لغات أخرى]‏
- أوكوبه
- Omu[الإنجليزية]
- Ōzora[الإنجليزية]
- Saroma[الإنجليزية]
- شاري  [لغات أخرى]‏
- تاكينوي
- Tsubetsu[الإنجليزية]
- يبيتسو

## قائمقامية أوشيما
- فوكوشيما  [لغات أخرى]‏
- هاكوداته (هوكايدو)
- هوكوتو (هوكايدو)
- كيكوناي
- Matsumae
- Mori
- نانايه
- أوشامامبه
- شيكابه  [لغات أخرى]‏
- شيريوتشي
- ياكومو

## قائمقامية روموي
- Enbetsu[الإنجليزية]
- Haboro[الإنجليزية]
- ماشيكي
- أوبيرا
- روموي (هوكايدو)
- Shosanbetsu[الإنجليزية]
- تيشيو
- توماماي

## قائمقامية شيريبيشي
- Akaigawa[الإنجليزية]
- Furubira[الإنجليزية]
- إيواناي
- Kamoenai[الإنجليزية]
- كيموبيتسو
- كوروماتسوناي
- Kutchan[الإنجليزية]
- كيوغوكو
- كيووا
- Makkari[الإنجليزية]
- نيكي
- Niseko[الإنجليزية]
- أوتارو (هوكايدو)
- رانكوشي
- Rusutsu[الإنجليزية]
- شاكوتان
- Shimamaki[الإنجليزية]
- سوتسو
- Tomari[الإنجليزية]
- يواشي

## قائمقامية سوراتشي
- أكابيرا (هوكايدو)
- أشيبيتسو (هوكايدو)
- بيباي (هوكايدو)
- Chippubetsu[الإنجليزية]
- فوكاغاوا (هوكايدو)
- هوروكاناي
- إيواميزاوا (هوكايدو)
- Kamifurano[الإنجليزية]
- Kamisunagawa[الإنجليزية]
- كورياما
- هوكوري  [لغات أخرى]‏
- ميكاسا (هوكايدو)
- Moseushi[الإنجليزية]
- ناغانوما
- نايه
- نانبورو
- Numata[الإنجليزية]
- شينتوتسوكاوا  [لغات أخرى]‏
- سوناغاوا (هوكايدو)
- تاكيكاوا (هوكايدو)
- Tsukigata[الإنجليزية]
- أوريو  [لغات أخرى]‏
- أوراوسو
- يوتاشينا (هوكايدو)
- يوباري (هوكايدو)
- يوني  [لغات أخرى]‏

## قائمقامية سويا
- إساشي  [لغات أخرى]‏
- Hamatonbetsu[الإنجليزية]
- Horonobe[الإنجليزية]
- Nakatonbetsu[الإنجليزية]
- ريبون  [لغات أخرى]‏
- ريشيري
- ريشيريفوجي
- Sarufutsu[الإنجليزية], Sōya
- Toyotomi[الإنجليزية]
- واكاناي (هوكايدو)

## قائمقامية توكاتشي
- Ashoro[الإنجليزية]
- هيرو  [لغات أخرى]‏
- Honbetsu[الإنجليزية]
- Ikeda
- Kamishihoro[الإنجليزية]
- Makubetsu[الإنجليزية]
- Memuro[الإنجليزية]
- Nakasatsunai[الإنجليزية]
- أوبيهيرو (هوكايدو)
- Otofuke[الإنجليزية]
- Rikubetsu[الإنجليزية]
- Sarabetsu[الإنجليزية]
- Shihoro[الإنجليزية]
- Shikaoi[الإنجليزية]
- Shimizu
- شينتوكو
- Taiki[الإنجليزية]
- Toyokoro[الإنجليزية]
- Urahoro[الإنجليزية]

## إنظر أيضا
- أعلام منطقة توهوكو اليابانية
- أعلام منطقة كانتو اليابانية
- أعلام منطقة تشوبو اليابانية
- أعلام منطقة كانساي اليابانية